# Cours Albert-Ier
Ne doit pas être confondu avec Avenue Albert-Ier-de-Monaco.
Le cours Albert-Ier est une voie située dans le quartier des Champs-Élysées du 8e arrondissement de Paris, en France.

## Situation et accès
Le cours Albert-Ier se situe entre la place du Canada et la place de l'Alma.
Le quartier est desservi par la ligne de métro 9 à la station Alma - Marceau.

### Voies rencontrées

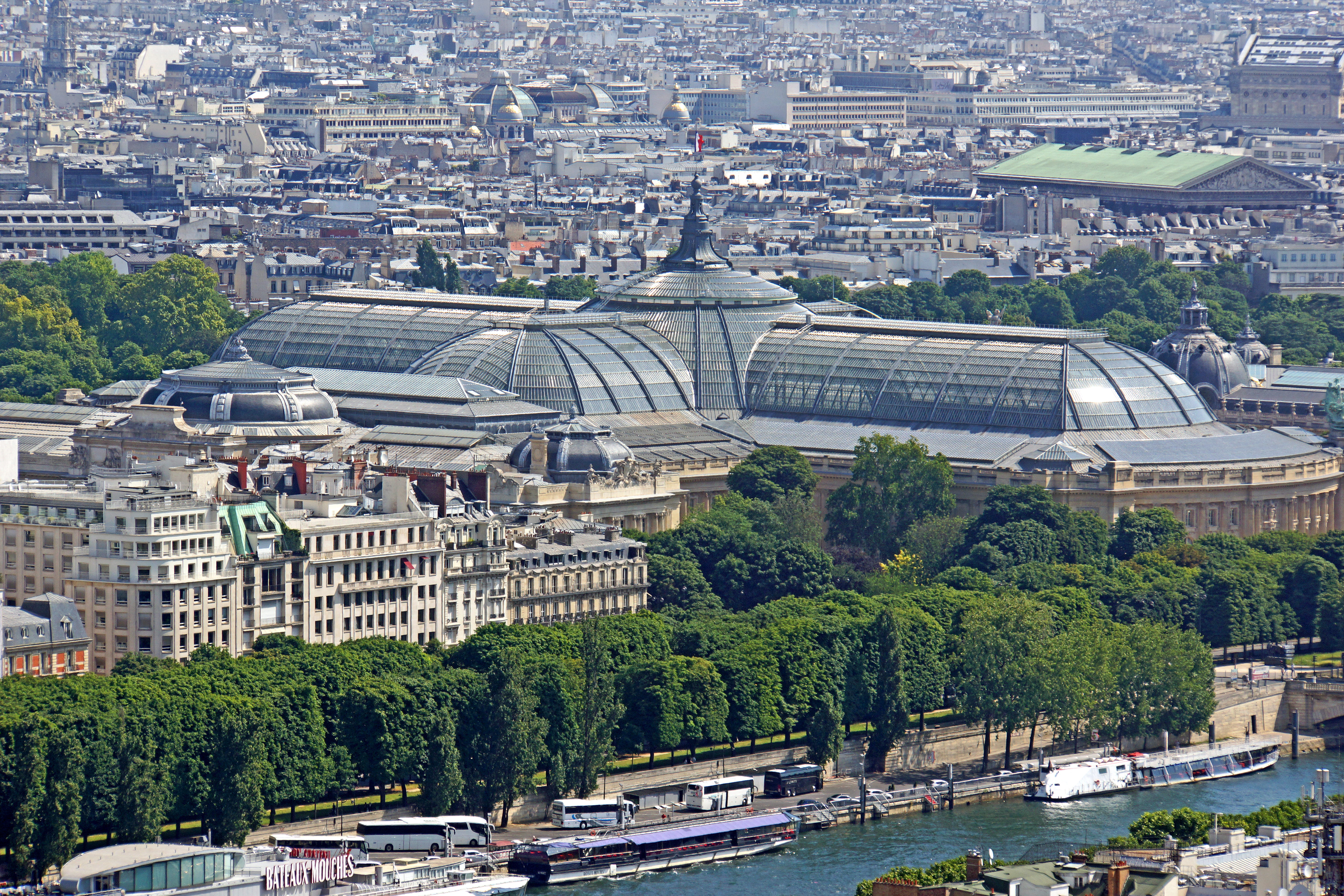
Vue du cours Albert-Ier depuis la tour Eiffel (prise avec zoom).

Il rencontre les voies suivantes, dans l'ordre des numéros croissants :
- avenue Franklin-D.-Roosevelt
- rue Bayard
- rue Jean-Goujon
- avenue Montaigne

Au centre du cours passe une portion aérienne de la voie Georges-Pompidou, sortant du tunnel de l'Alma à l'ouest et entrant dans le tunnel du Cours-la-Reine à l'est.
Au sud du cours, côté Seine, se situe l'esplanade d'Arménie.

## Origine du nom

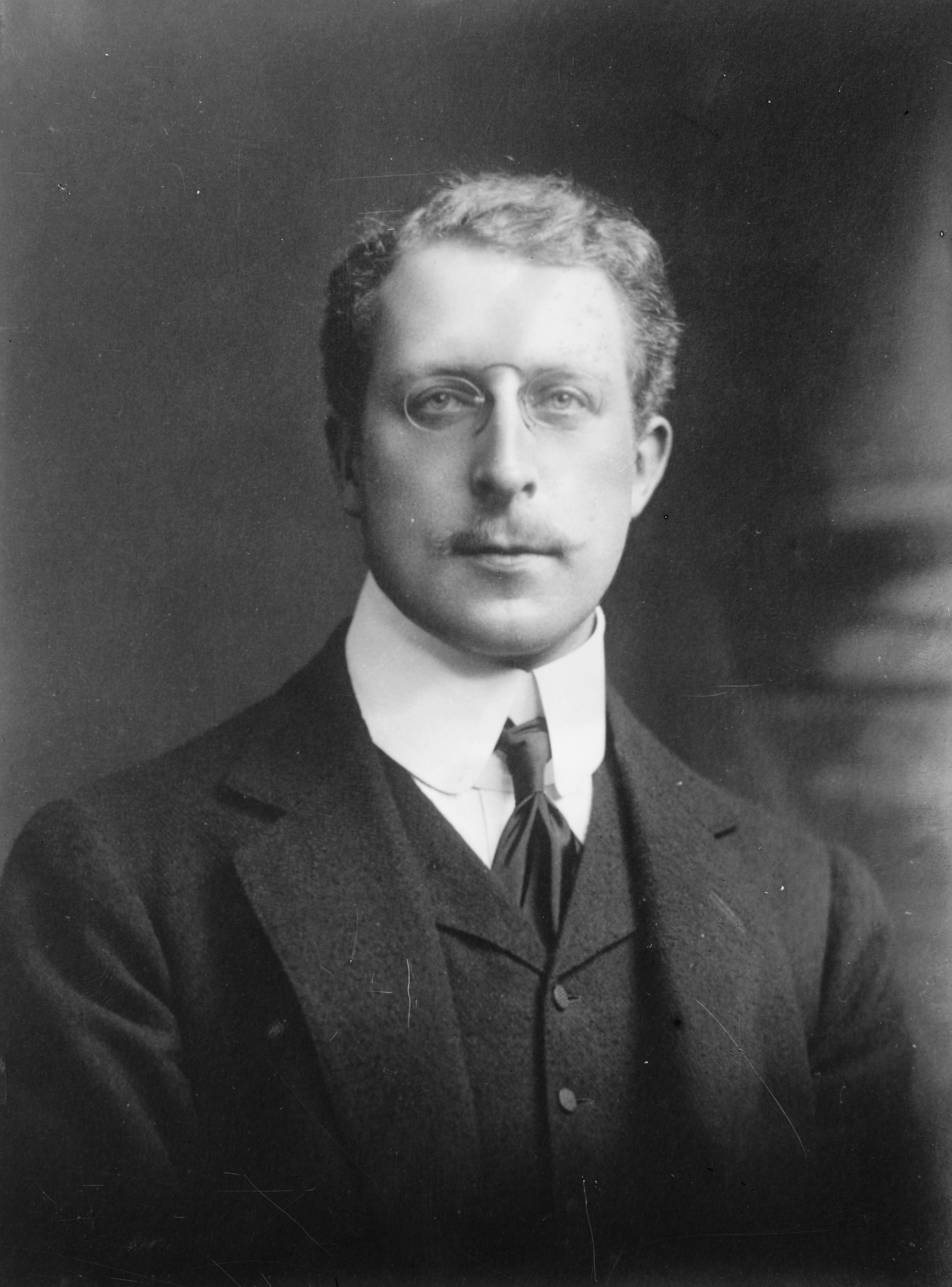
Albert Ier.

Elle porte le nom du roi des Belges Albert Ier (1875-1934).

## Historique
Le cours Albert-Ier se situe dans le prolongement du cours la Reine, dont il ne constitue qu'un démembrement remontant à une délibération municipale en date du 14 juillet 1918.
Créée en 1618 par Marie de Médicis sur d'anciennes cultures de maraîchers, cette promenade, à la mode sous la Fronde, allait depuis les Tuileries jusqu'à une demi-lune située à l'emplacement actuel de la place de la Reine-Astrid (la reine Astrid [1905-1935] est la bru d'Albert Ier), au début de l'avenue Montaigne. Cette demi-lune, tout comme le rond-point qui se trouvait à l'emplacement de l'actuelle place du Canada, permettait aux voitures de faire demi-tour. La promenade était entourée de fossés creusés aux frais du maréchal de Bassompierre, qui avait une maison de campagne à Chaillot.
La voie fut replantée au XVIIIe siècle par le duc d'Antin.

## Sculptures sur le terre-plein latéral

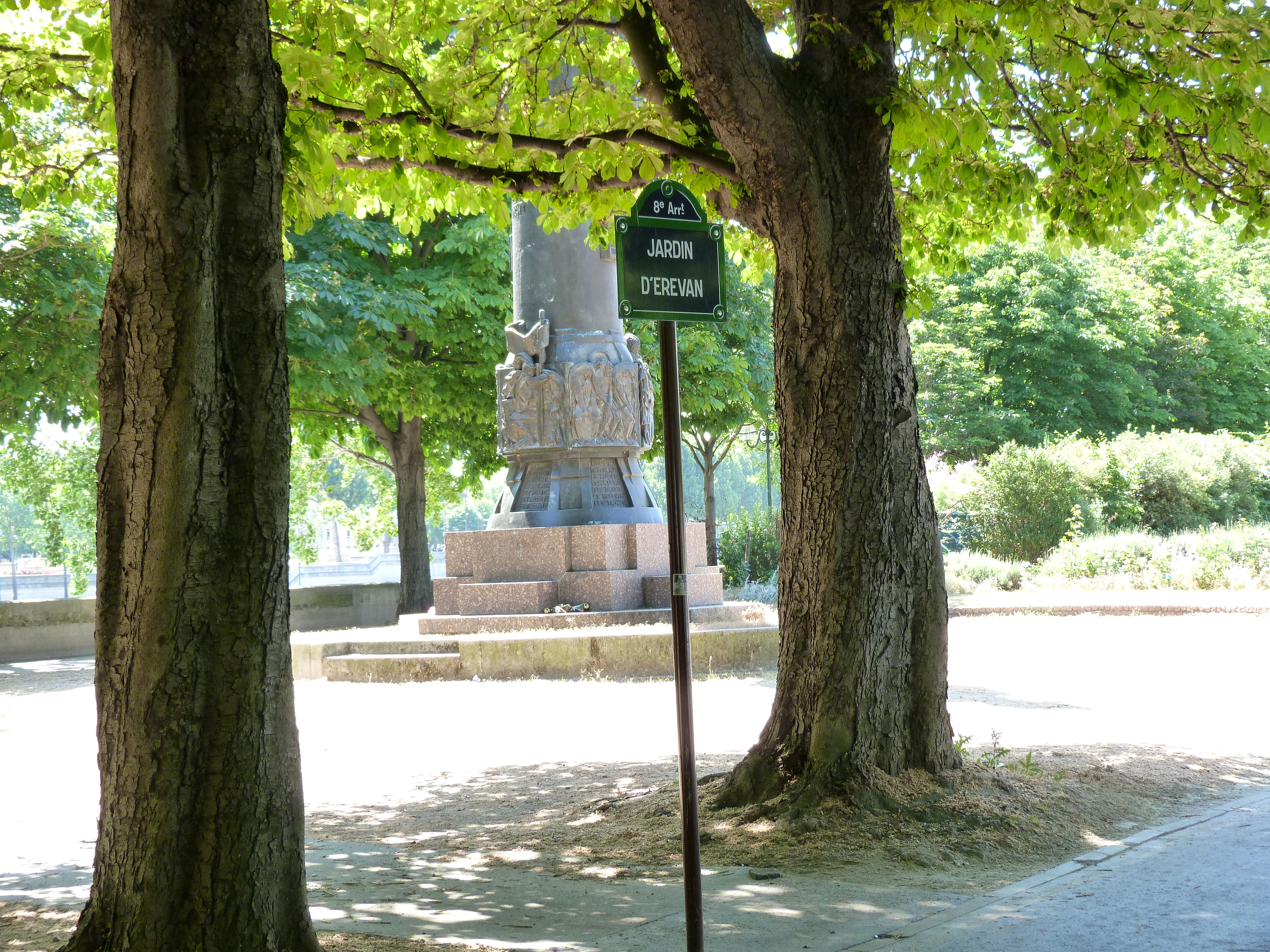
Vue vers l'ouest, le jardin d'Erevan et le monument Mickiewicz.

Longeant la voie en bord de Seine, un terre-plein est décoré d'un monument à chacune de ses extrémités :
- à l'est, statue en bronze représentant le révérend père Komitas, réalisée en 2003 par David Erevantzi et installée en hommage aux victimes du génocide arménien de 1915 ;
- à l'ouest, monument à Mickiewicz, d'Antoine Bourdelle, inauguré en 1929 sur la place de l'Alma puis déplacé à cet endroit en 1956[2].

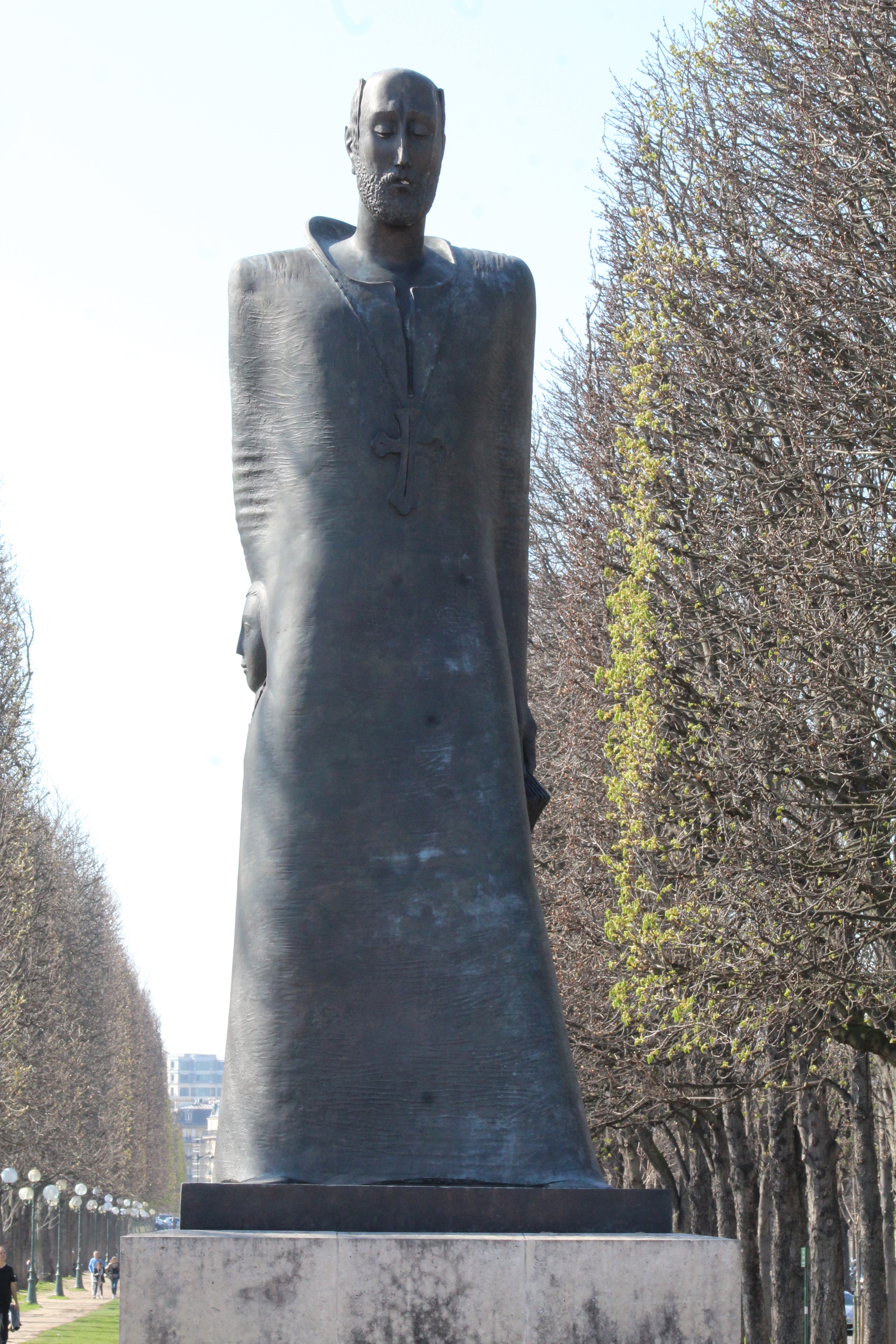
Monument à Komitas.
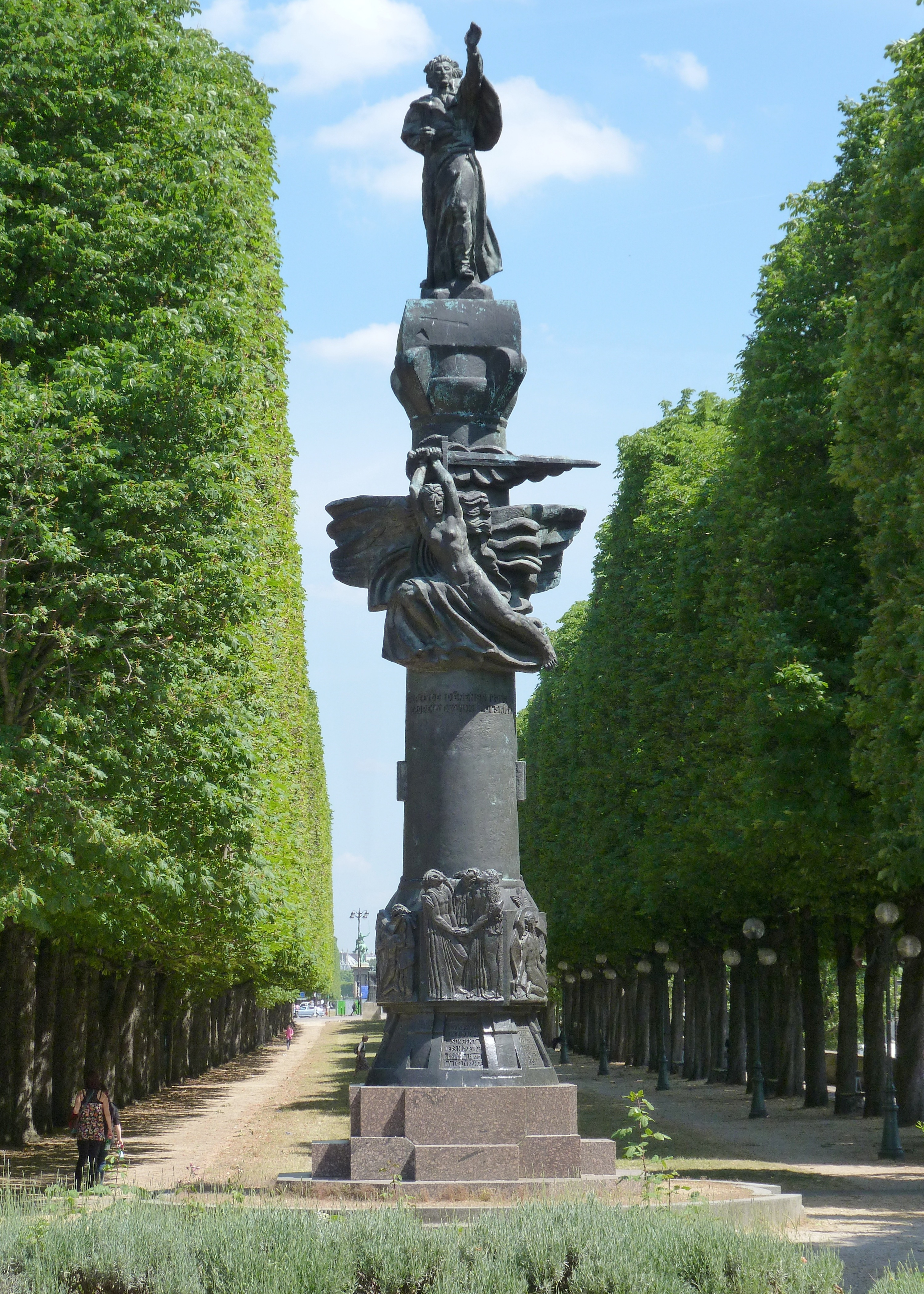
Monument à Mickievicz.

Cet espace planté de deux rangées d'arbres et engazonné a été baptisé « jardin d'Erevan » en mars 2009.
À son extrémité ouest se trouve la statue La Seine (1962) de Gérard Choain.

## Bâtiments remarquables et lieux de mémoire
- No 8 : voir no 1, rue François-Ier.
- No 12 : lorsque l'ambassade des États-Unis était installée au 5, rue François-Ier, elle avait à cet endroit une façade secondaire.
- No 14 : immeuble construit à l'emplacement de l'hôtel de Paul Edmond Thierry-Delanoue (1843-1927), député républicain de l'Aube de 1889 à 1919, propriétaire du domaine de Saint-Victor près de Soulaines-Dhuys, comprenant des bois, étangs et des fermes où l'on pratiquait l'élevage du daim. Il est mort célibataire dans son hôtel du cours Albert-Ier.

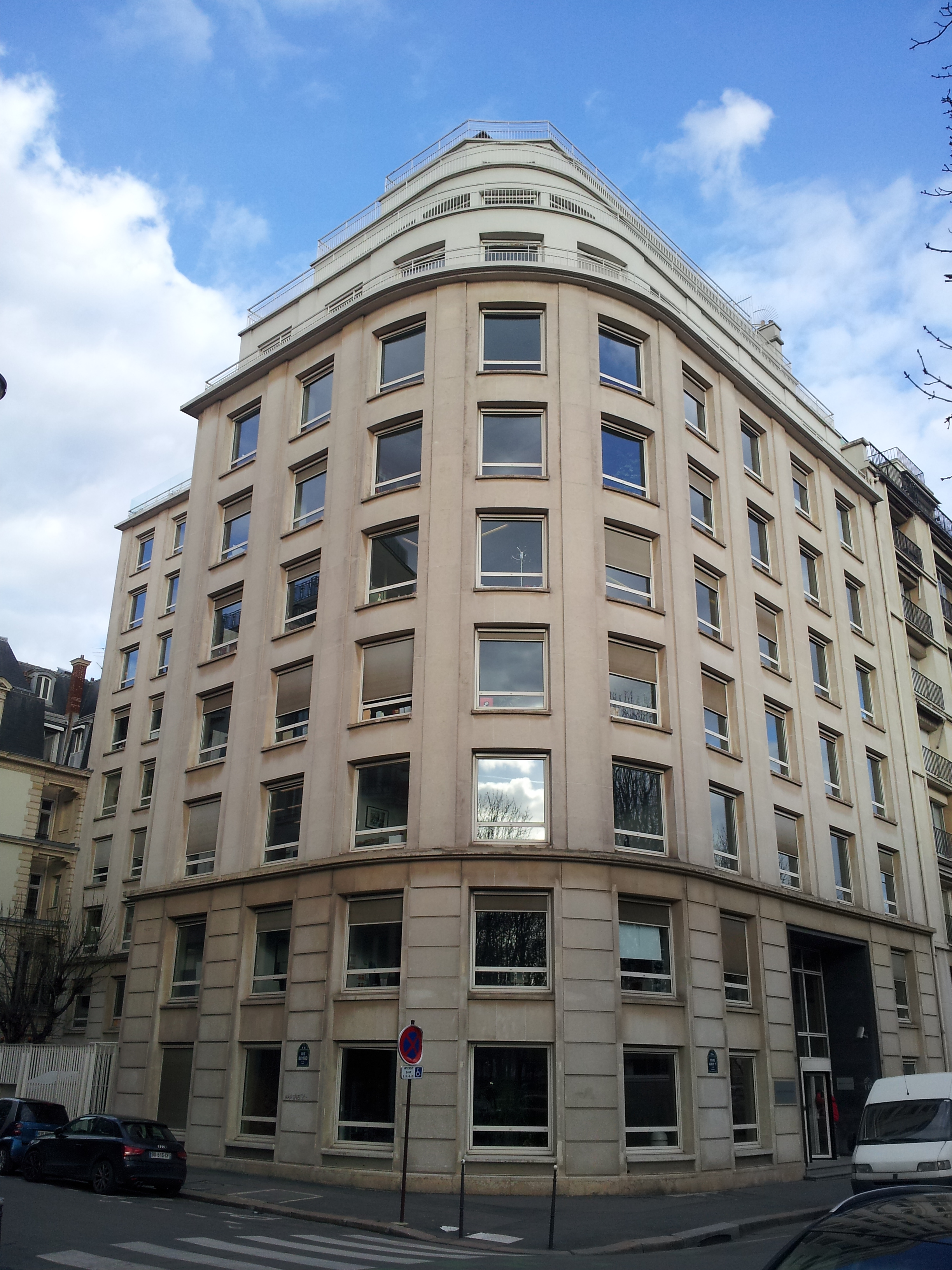
Le no 16.

- No 16 : à cet emplacement avait été construite la maison François Ier qui a donné son nom au quartier.
- No 18 (et 1, rue Bayard) : hôtel brique et pierre de style Louis XIII construit par Charles Mewès pour Charles Ferry (1832-1909), ancien sénateur, et où mourut en 1893 son frère, Jules Ferry[3].
- No 20 : immeuble construit à l'emplacement de l'hôtel du général Foy, acquis en 1884 par les Assomptionnistes pour agrandir leur maison de la rue François-Ier.
- No 22 : immeuble construit à l'emplacement de l'hôtel Bonaparte, acquis en 1897 par les Assomptionnistes.
- No 22 bis : immeuble construit à l'emplacement de l'hôtel de Mme Pugat, acquis en 1897 par les Assomptionnistes. La cantatrice Marietta Alboni habita à cette adresse[4].
- No 24 : en 1910, hôtel de la comtesse d'Anthenaise.
- No 26 : en 1910, hôtel de Mme Andral, propriété de la comtesse de Cossé-Brissac.
- No 28 : en 1910, hôtel meublé du Palais qui communiquait par une petite fenêtre avec un terrain vague longeant le Bazar de la Charité : plusieurs personnes purent échapper à l'incendie de celui-ci en passant par cette ouverture. Ce bâtiment a accueilli la rédaction nationale de FR3 puis France 3 entre 1983 et 1998, date de son déménagement dans le 15e arrondissement.
- No 30 : immeuble construit à l'emplacement de l'hôtel de Mme Georges Ville, qui était décoré de statues. L'immeuble actuel, doté de portes en fer forgé, accueillait dans les années 1960 l'ambassade de Finlande en France[1].

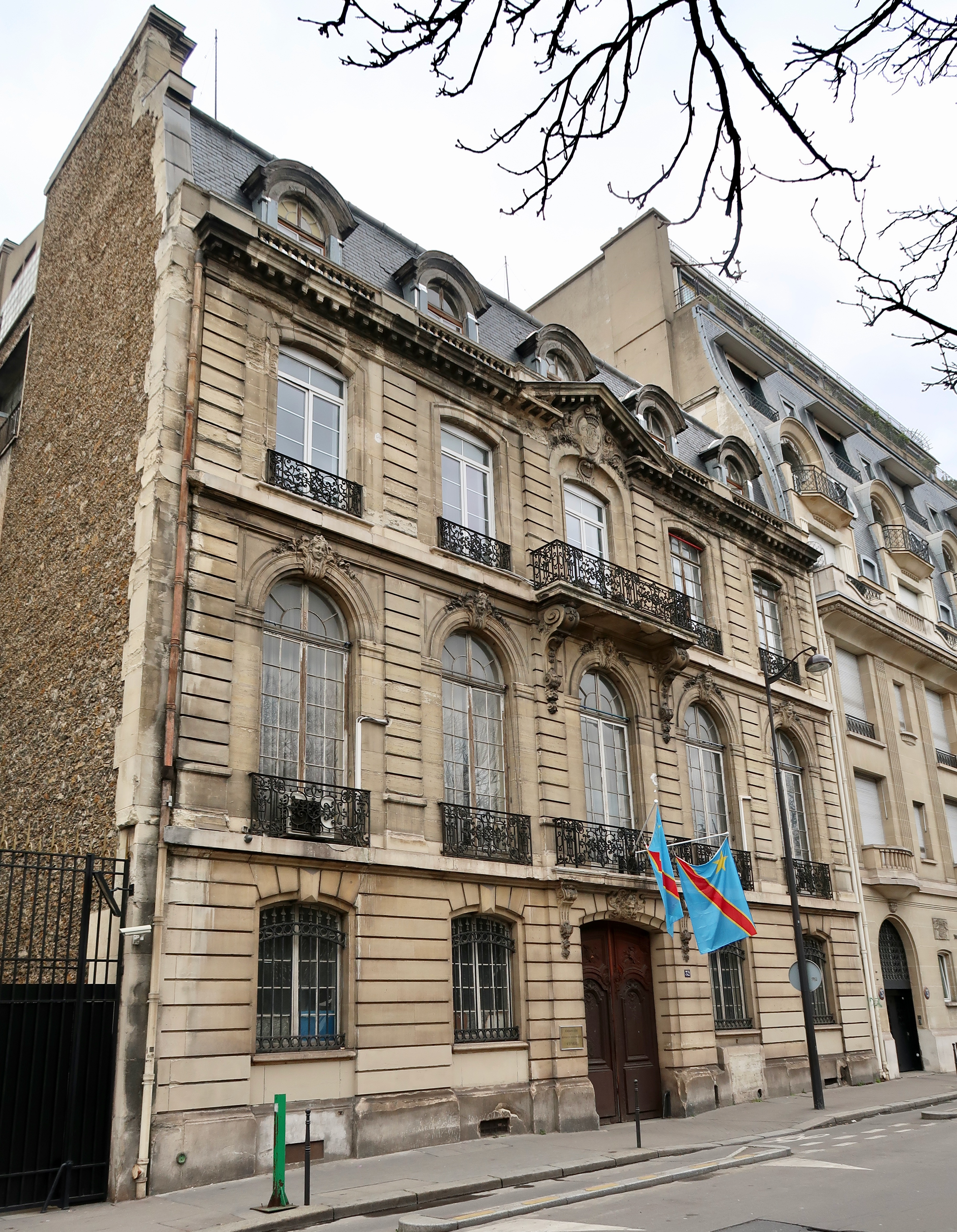
Le no 32.

- No 32 : ancien hôtel de Mme Paul Boselli-Scrive (en 1910). Ambassade de la République démocratique du Congo en France.

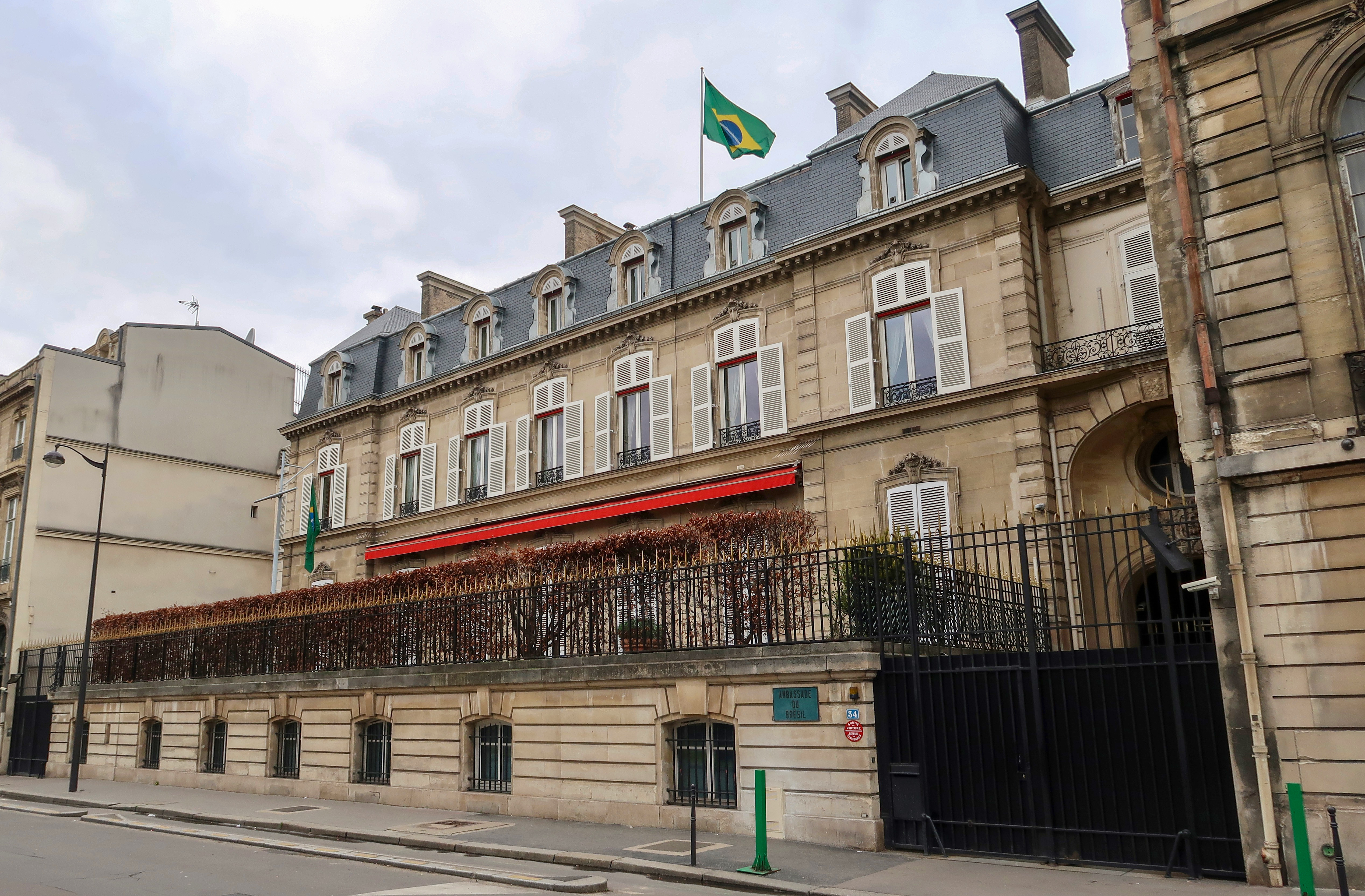
Les nos 34 et 34 bis.

- Nos 34 et 34 bis : hôtel de La Ferronnays dit également hôtel Schneider. Ce vaste hôtel particulier, d'une emprise au sol de 623 mètres carrés, élevé sur un terrain de 1 859 m2, a été bâti dans la première moitié du XIXe siècle pour Arthur Louis Gibert (1759-1864), agent de change à Paris[5]. En 1865, l'hôtel revient à ses deux filles, Élise Lucie Camille (née en 1822), comtesse Augustin de La Roche Aymon et Guillelmine Marie Lucie (1819-1906), comtesse Adolphe de La Ferronnays, qui lui donne son nom. Dame d'honneur de la comtesse de Chambord, la comtesse de La Ferronnays a publié ses Mémoires en 1899[6]. « L'hôtel de la comtesse de La Ferronnays, née Gibert, rapporte André Becq de Fouquières, eut une importance en quelque sorte historique : le comte de Paris, avant son exil, était un assidu des brillantes réceptions de Mme de La Ferronnays, et c'est au cours de l'une d'elles que fut projetée l'union entre la princesse Amélie d'Orléans et le duc de Bragance, futur roi de Portugal[7]. » Un autre roi qui, lui, avait perdu sa couronne, fut aussi son hôte : Don Carlos VII qui, pendant quatre ans avait été reconnu comme souverain par une partie de l'Espagne, pendant les farouches luttes carlistes[8]. » L'hôtel est vendu aux banquiers Demachy et Seillière qui la revendent en 1900 à Eugène II Schneider (1868-1942), grand industriel de la sidérurgie, qui s'y installe avec sa femme née Antoinette de Rafélis Saint-Sauveur (1875-1969), qu'il a épousée en 1898. Il fait transformer — ou reconstruire ? — le vieil hôtel par le célèbre architecte Ernest Sanson qui crée notamment l'enfilade des pièces de réception. C'est dans cet hôtel qu'a lieu le 19 juin 1920 la signature du contrat de mariage de la fille d'Eugène Schneider, May, avec le duc de Brissac. Le 16 juillet 1971, la famille Schneider vend l'hôtel pour 14 millions de francs au Brésil qui y installe la chancellerie de son ambassade à Paris. Au sous-sol et au rez-de-chaussée, l'hôtel est en pierre de taille. Au premier étage, il est bâti en moellons recouverts d'enduit avec entablement de pierre ; les brisis sont en ardoise et les combles en zinc[9].
- No 36 : hôtel de Brissac. Il a été la résidence de Pierre de Cossé Brissac (1900-1993), 12e duc de Brissac, et de la duchesse, née May Schneider (1902-1999). Sous l'Occupation, le couple y mène une vie mondaine, y recevant le Tout-Paris de la collaboration (Arletty, Sacha Guitry, Coco Chanel, Paul Morand, Josée Laval ou encore Pierre Drieu la Rochelle)[10].
Précédemment hôtel de Léon Fould (1839-1924), négociant, et de sa femme née Thérèse Ephrussi (1851-1911), sœur du banquier Maurice Ephrussi, propriété de M. de Villeroy (en 1910).
- No 38 : immeuble de « bureaux de prestige » livré en 2023 par Bouygues Immobilier et Wilmotte & Associés[11], construit à l'emplacement de l'ancien hôtel du comte de Vibraye.
- No 38 bis : hôtel particulier néo-Louis XIII ; ancien siège de la maison de couture de Madeleine de Rauch[12].
- No 40 : hôtel Lalique (1903), construit par les architectes Albert et Louis Feine[13] pour le compte du verrier et bijoutier René Lalique (1860-1945) et d'après les dessins de ce dernier[14]. La porte vitrée est de Lalique lui-même. L’hôtel était conçu pour abriter l’installation complète d’un joaillier (atelier et salle de vente) et quatre appartements à loyer. On trouvait en façade les pièces de réception, les pièces d’habitation donnant sur la cour. L’hôtel comprenait un ascenseur et un monte-charge ; il était chauffé à l’eau chaude et éclairé à l’électricité[15]. La cantatrice Emma Calvé (1858-1942) habita à cette adresse avant 1908.

No 40
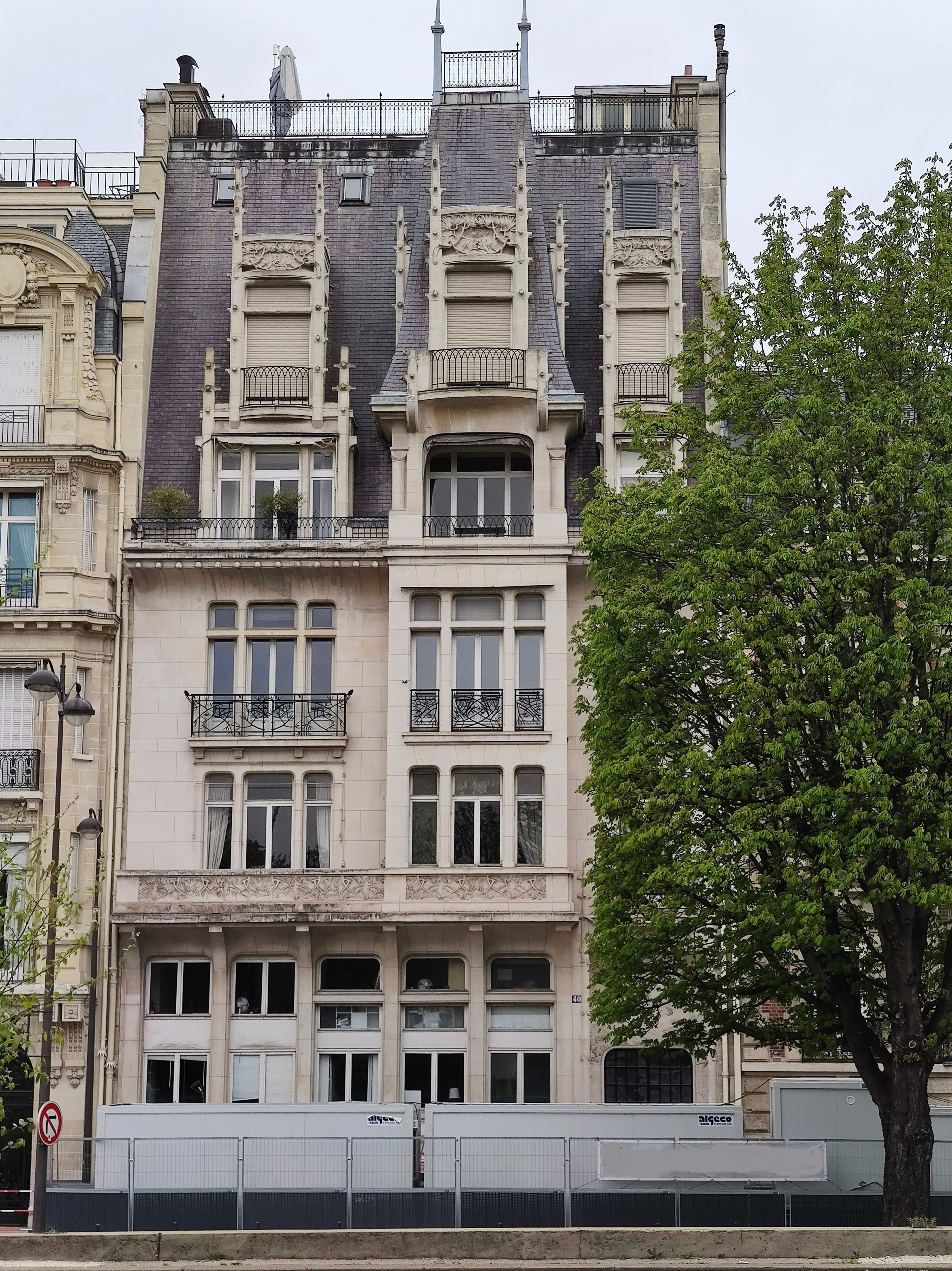
Vue d'ensemble.
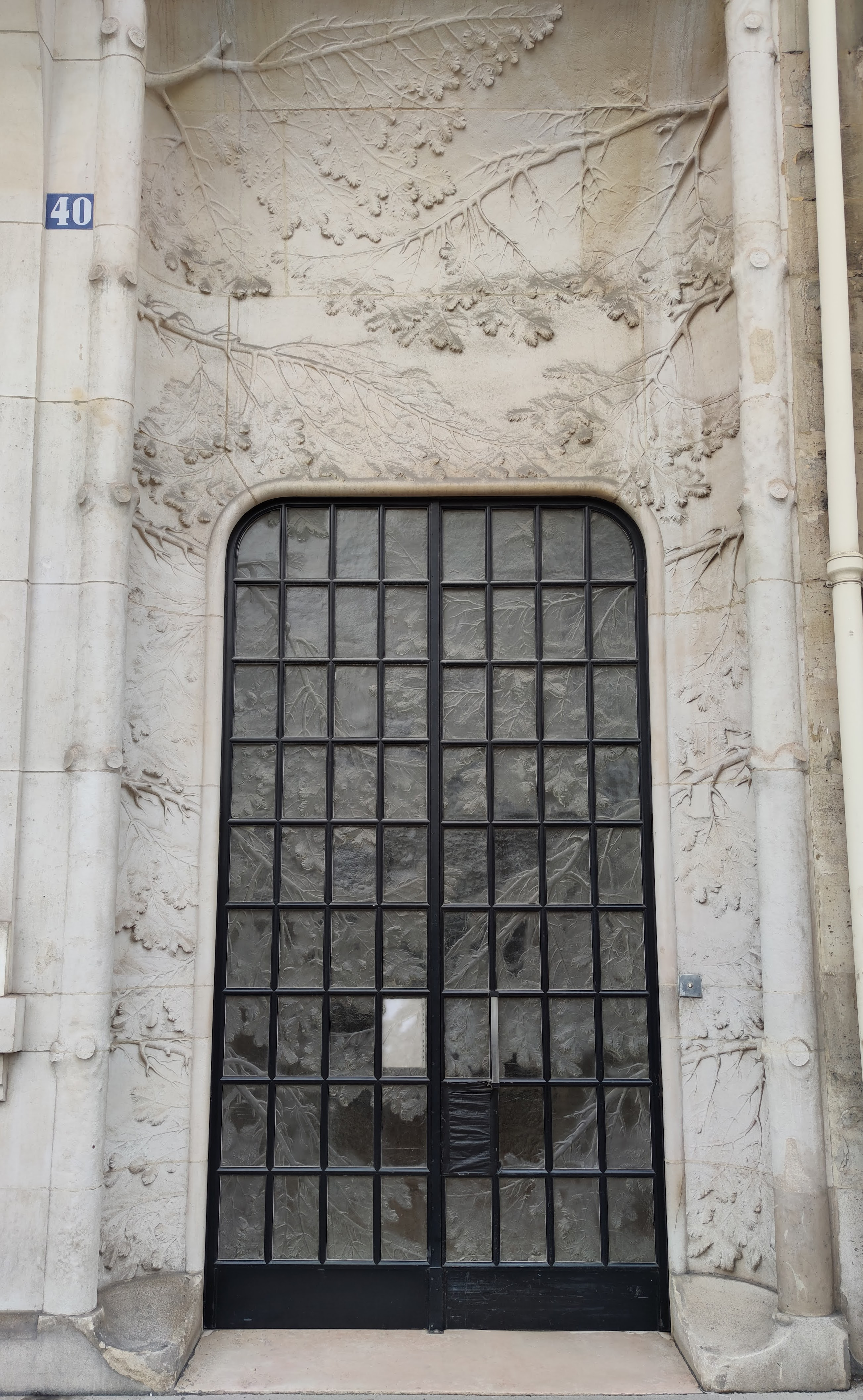
Porte.
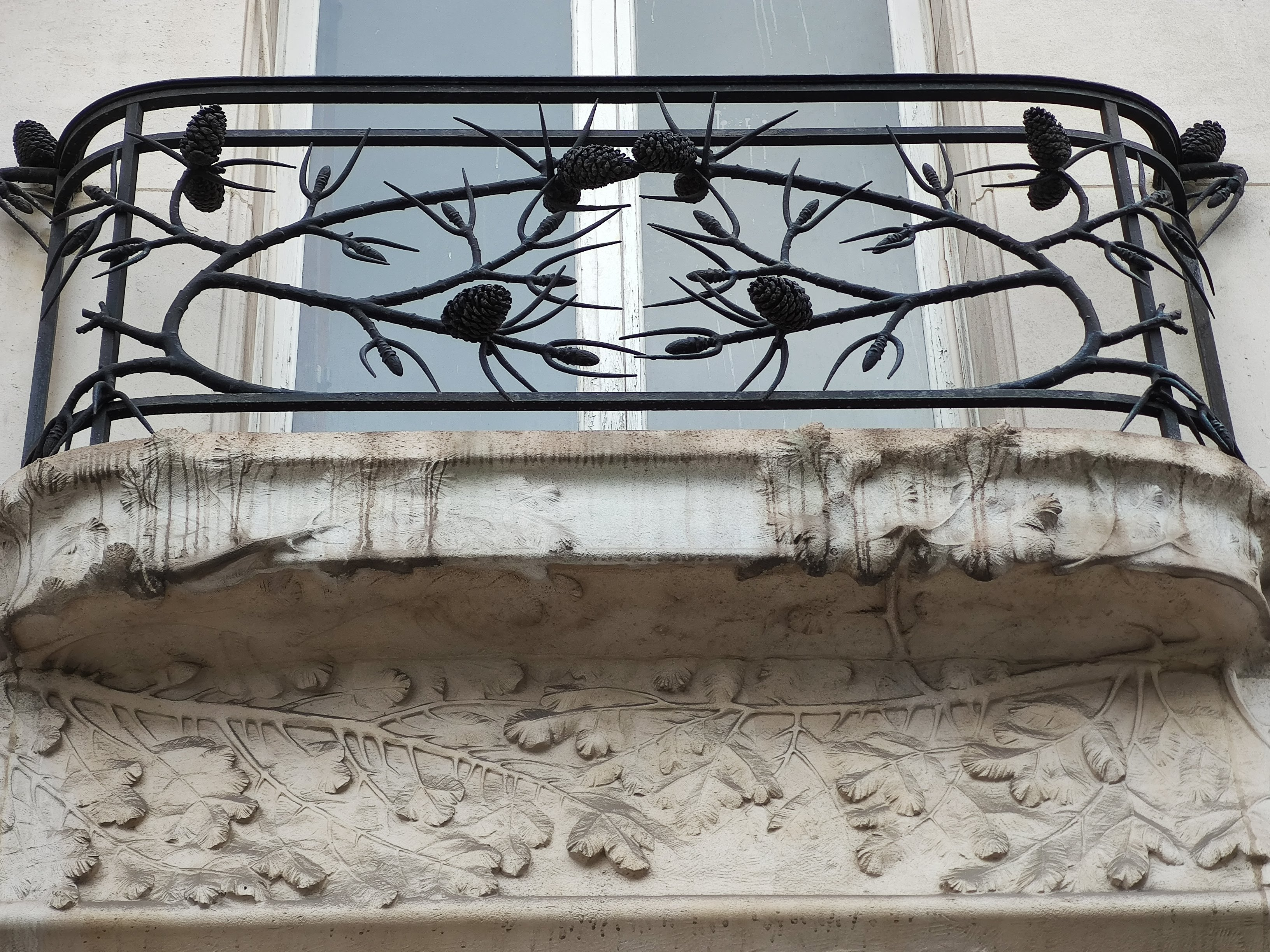
Balcon.

- No 42 (angle avec la rue Jean-Goujon) : à cet emplacement se trouve en 1788 le bureau des Carabas, diligences qui vont à Versailles en six heures. On y trouve plus tard un bel hôtel particulier possédant une rotonde soutenue par des colonnes et deux étages surmontés d'un attique qui est habité par la princesse Victorine de Broglie (1802-1855), épouse du duc Charles-Alphonse de Berghes-Saint-Winock, fille du prince Amédée de Broglie. Cet hôtel accueille les expositions de la Société artistique des amateurs[16]. Il est démoli en 1907 pour céder la place à un bel immeuble de rapport, construit en 1907-1908 par les architectes Jean Naville et Henri Chauquet[17].
- Lors de l'exposition universelle de 1900, à l'angle avec l'avenue Montaigne (emprise de l'actuelle place de la Reine-Astrid) un pavillon dit « de l'Alma » est érigé. Destiné à accueillir les œuvres du sculpteur Auguste Rodin, il est déplacé en 1901 à Meudon, devant la villa des Brillants et devient un atelier-musée, jusqu'à sa destruction vers 1925.